# III. János portugál király

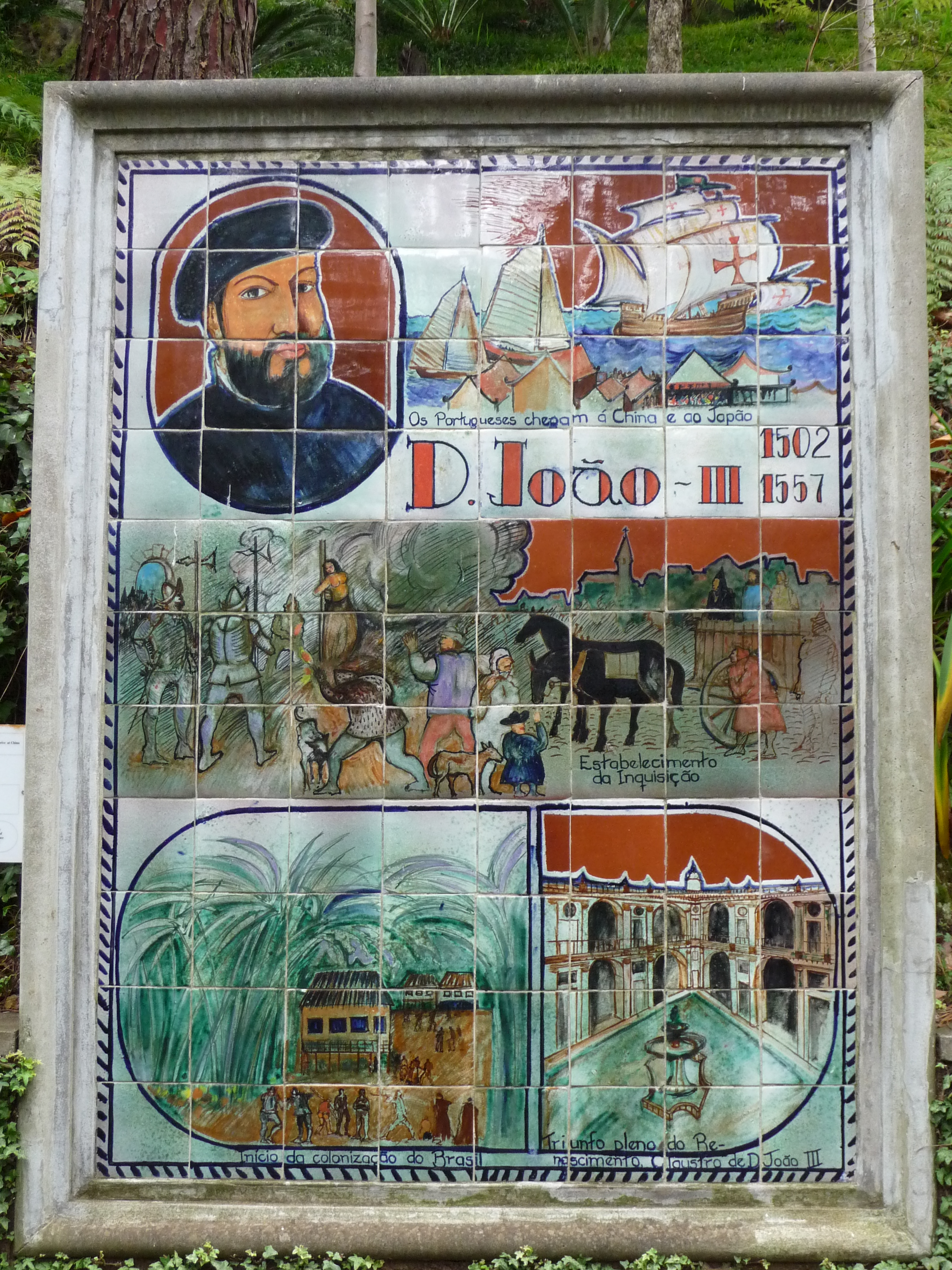
Kegyes János uralkodásának fontosabb eseményei – azulejo
1. a portugálok elérik Kínát és Japánt;
2. Az inkvizíció meghonosítása;
3. Brazília gyarmatosításának megkezdése;
4. A reneszánsz művészet fénykora

III. János (João III.) (Lisszabon, 1502. június 6. – uo. 1557. június 11.) Portugália királya az Avis-házból. Portugáliai Mihály asztúriai herceg féltestvére volt.

## Élete
I. Szerencsés Mánuel második gyermeke. János uralkodása alatt érte el a Portugál Birodalom legnagyobb kiterjedését, ugyanakkor alatta kezdődött meg az ország szellemi és anyagi romlása is, többek közt egész uralkodását végig kísérte az oszmán-törökök elleni vesztes háború. 1536-ban ő honosította meg az inkvizíciót, és azt a jezsuitákra bízta. Fia, János 3 évvel apja előtt meghalt, így a trónon unokája, Sebestyén követte. Az utókor a Kegyes jelzővel illette. Állítólag apja megeskette őt a halálos ágyán, hogy addig nem nősül meg, amíg húgát, Izabellát feleségül nem adta V. Károly császárhoz, ám János, ígéretét megszegve, 1525-ben elvette Károly legkisebb húgát, Katalint, Izabellát pedig csak egy év múlva adta férjhez Károlyhoz. Így tehát Károly János kétszeres sógora lett.

## Családja
1525-ben feleségül vette a Habsburg Katalin kasztíliai infánsnőt, I. (Szép) Fülöp iure uxoris kasztíliai király és II. Johanna kasztíliai királynő leányát, V. Károly császár legfiatalabb húgát, akitől 9 gyermeke született:
- Alfonz (1526)
- Mária (1527–1545), férje Habsburg Fülöp (1527–1598), 1556-tól II. Fülöp néven kasztíliai és aragón (spanyol) király, 1 fiú:
  - Habsburg Károly (1545–1568), Don Carlos, asztúriai herceg, nem nősült meg, gyermekei nem születtek
- Izabella (1529-1530)
- Brites (1530)
- Mánuel (1531-1537)
- Fülöp (1533-1539)
- Dénes (1535-1537)
- János (1537–1554) trónörökös, felesége Habsburg Johanna (1535–1573), V. Károly német-római császár lánya, 1 fiú:
  - Sebestyén (1554–1578), 1557-től I. Sebestyén néven portugál király, nem nősült meg, nem születtek gyermekei
- Antal (1539-1540)

Szeretőjétől, Isabel Muniztól két, házasságon kívüli gyermeke is született:
- Mánuel (?)
- Duarte (1521-1543)

Állítólag felesége, Katalin nővérével, Eleonórával is viszonya volt, mikor az még János apjának volt a felesége, s Eleonóra leánya, Mária valószínű, hogy János gyermeke volt, nem pedig Mánuelé.[forrás?]

## Külső hivatkozások
| Előző uralkodó: I. Mánuel | Portugália királya 1521 – 1557 | Következő uralkodó: I. Sebestyén |